# Рузвелтов мунтјак
Рузвелтов мунтјак (лат. Muntiacus rooseveltorum) је сисар из реда папкара (Artiodactyla) и фамилије јелена (Cervidae).

## Распрострањеност
Лаос је једино познато природно станиште врсте.

## Станиште
Рузвелтов мунтјак има станиште на копну.
Врста је по висини распрострањена до 1.000 метара надморске висине.

## Угроженост
Подаци о распрострањености ове врсте су недовољни.

### Популациони тренд
Популација ове врсте се смањује, судећи по расположивим подацима.